# Maxi Rodríguez
Maximiliano Rubén Rodríguez, mais conhecido como Maxi Rodríguez (Rosário, 2 de janeiro de 1981) é um ex-futebolista argentino que atuava como meia.
Um "marco" em sua carreira foi o gol (de voleio) que fez diante do México, na Copa de 2006, que foi eleito o "Gol Mais Bonito do Torneio", em votação no site da FIFA.

## Carreira
Revelado pelo Newell's Old Boys, em 1999, Maxi Rodríguez jogou três campeonatos argentinos.
Em 2002 chegou para disputar a liga espanhola no Espanyol. Sua primeira partida na pelo clube catalão foi em 2 de setembro de 2002 na partida contra o Real Madrid, que foi vencida pelos rivais por 2-0. Entrou para a história do clube ao marcar o gol de número 2000 do time como mandante na La Liga.
Na temporada 2005-06, foi contratado pelo Atlético de Madrid, clube pelo qual jogou por cinco anos, e se tornou peça chave da equipe nas cinco temporadas que esteve lá.
Na janela de transferências de janeiro de 2010, foi contratado pelo Liverpool, por 1,5 milhão de euros. Maxi assinou contrato por três anos e meio com a equipe e vestiu a camisa 17. Em 2012 voltou para o Newell's Old Boys.
Na Taça Libertadores da América de 2013 , perdeu um pênalti, que acabou eliminando o Newell's Old Boys da competição, frente ao Atlético Mineiro.

## Seleção Argentina
Durante o período em que jogou pelo Atlético de Madrid, foi convocado para a Copa do Mundo de 2006, pela Argentina, e se destacou ao marcar um belíssimo gol de voleio contra o México, nas oitavas de final da competição. Gol este que seria eleito "o mais bonito do torneio".
Foi convocado para disputar a Copa do Mundo FIFA de 2014.

## Títulos
Liverpool
- Copa da Liga Inglesa: 2011–12

Newell's Old Boys
- Campeonato Argentino: 2013 (Torneio Final)

Peñarol
- Campeonato Uruguaio: 2017, 2018
- Supercopa Uruguaya: 2018

Seleção Argentina
- Campeonato Mundial de Futebol Sub-20: 2001

## Prêmios individuais
- Gol Mais Bonito da Copa do Mundo de 2006[1]